# حنان ترك
حنان ترك (ولدت في 7 مارس 1975 في القاهرة) هي ممثلة مصرية.

## عن حياتها
ولدت في القاهرة وهي الابنة الوسطى لأب كان يعمل تاجرا ويمتلك مصنعاً للملابس تحت اسم “الترك للملابس”، لديها شقيقان هما حسين وحسام، شاركت في عدد من العروض، وقدّمت في عام 1991، مسرحية تحت عنوان «ضحك ولعب ومزيكا» مع محمد هنيدي، درست في معهد الباليه وعملت كراقصة باليه لفترة وبعد دخولها التمثيل توقفت عن ذلك، بدأت التمثيل بأدوار صغيرة وكانت بداية انطلاقتها عندما شاهدها المخرج خيري بشارة أثناء عرض مسرحية ماكبث فرشحها للعمل في فيلم رغبة متوحشة عام 1992 انطلقت إلى أدوار البطولة وعملت في العديد من المسلسلات والأفلام، في عام 1993 اشتركت في مسلسل «العودة الأخيرة» أمام الفنان الراحل صلاح ذو الفقار في آخر أعماله التليفزيونية، وخلال نفس العام ظهرت موديل في كليب «ولا كان بأمري»، للفنان هاني شاكر. عام 1997، وُجهت إليها تهمة مخلة بالآداب مع وفاء عامر، ولكن المحكمة برأتهما.

### حياتها الأسرية
تزوجت خمسة مرات، الأولى كانت من رجل الأعمال أيمن السويدي وبعد زواجها بساعة توفي والدها استمر زواجهما لمدة شهر وانفصلا بعد خلافات وتزوج لاحقًا من الفنانة ذكرى، الثانية كانت رجل الأعمال المصري «خالد خطاب» وأنجبا ولدان هما يوسف وآدم وحدثت بينهما خلافات بسبب التزامها الديني أدت لطلاقهما، تزوجت من المخرج هادي الباجوري ولم يدم الزواج طويلا، والرابعة في عام 2008 تزوجت دكتور يُدعى محمد يحيى، حيث يعد ذلك الزواج هو الأقصر والأكثر غموضا، حيث أشارت تقارير أخرى بأنه رجل أعمال سعودي، حيث إنها أعلنت عن ذلك الزواج بعد أن أنجبت منه إبنها الثالث محمد.
تزوجت للمرة الخامسة من محمود مالك شقيق القيادي الإخواني حسن مالك وتمّ سرّا وأخفته لمدة عام ونصف ويعتبر الأنجح في حياتها، حيث إن زواجهما لا يزال مستمرا حتى يومنا هذا، والذي أسفر عن ابنتين وهما مريم ومنى 

### ارتدائها للحجاب والإعتزال والعودة
عام 2003، كانت وفاة زميلها علاء ولي الدين، حدثًا جللا في حياتها، حيث كانت تشاركه آخر فِلمه الذي لم يكتمل «عربي تعريفة». وظلت في صراع مع نفسها لشهور طويلة، وكانت تفكر طوال الوقت فيه كيف كان معها في لحظة وكيف رحل هكذا دون أي أسباب، وظلت في حيرة من أمرها حتى اتخذت قرار الاعتزال الأول وارتدت الحجاب في عام 2006.
و بعد عام واحد، عادت «حنان» مجددًا للفن، لتلعب بطولة مسلسل «أولاد الشوارع»، وهو أول مسلسلاتها وهي مرتدية الحجاب. في أغسطس 2012 قررت اعتزال العمل الفني وذلك من خلال اتصال هاتفي مع برنامج أنا والعسل بعدما قدمت مسلسل أخت تريز رمضان. والذي أشارت فيه إلى أنها تعيش صراعًا داخليًا لأن الفن يتعارض مع الحجاب، وأنها تسعى لإرضاء ربها، وأنها تتمنى اعتزال الفن، بأسبوعِ واحد، هاتفته خلال حلقة من البرنامج، وكان يستضيف خلالها سمية الخشاب، وأعلنت خلالها اعتزال الفن بشكلِ لا رجعة فيه، وقالت إنها توصلت لذلك القرار بعد استماعها إلى حوارها مع نيشان.
وفي رمضان 2018 عادت بمسلسل كرتوني إذاعي جديد حمل اسم “صدق رسول الله”، ذو طابع ديني، ويدور حول شرح الأحاديث النبوية». مجسدة دور «أم الطفل حمزة» الذي يقابل الإمام البخاري موضحة أنها اتخذت قرارًا باعتزالها التمثيل، وليس الفن، وأنها لم تقل اعتزلت الكرتون.

## أعمالها

### في التلفزيون
| سنة الإنتاج | اسم العمل                       | الشخصية         |
| ----------- | ------------------------------- | --------------- |
| 2012        | أخت تريز                        | خديجة، تيريز    |
| 2011        | نونة المأذونة                   | حنان            |
| 2011        | القطّة العمياء                   | فاطمة           |
| 2009        | هانم بنت باشا                   | هانم            |
| 2009        | 6 ميدان التحرير                 | ضيف شرف         |
| 2006        | أولاد الشوارع                   | زينب            |
| 2005        | سارة                            | سارة            |
| 2002        | أميرة في عابدين                 | غادة            |
| 2001        | شغل سيما -برنامج                | مقدمة البرنامج  |
| 2000        | القدس حترجع لنا                 | مشاركة غنائية   |
| 2000        | أوبرا عايدة                     | عايدة           |
| 1999        | سامحوني ماكنش قصدي              | وردة جاب الله   |
| 1998        | وادي فيران                      |                 |
| 1998        | البلياتشو سهرة تلفزيونية        |                 |
| 1997        | الشارع الجديد                   | حليمة           |
| 1996        | نصف ربيع الآخر                  | أميمة           |
| 1996        | لن أعيش في جلباب أبي            | نظيرة           |
| 1996        | الوتد                           | بسيمة           |
| 1996        | أيام الغربة                     |                 |
| 1995        | الصبر في الملاحات               | خطيبة عترس اللص |
| 1995        | حكايات مجنونة                   |                 |
| 1995        | الزيني بركات                    | سماح            |
| 1995        | المال والبنون 2                 |                 |
| 1994        | السقوط في بئر سبع               | زينب            |
| 1994        | نونة الشعنونة سهرة تلفزيونية    | نونة، نعيمة     |
| 1993        | العودة الأخيرة                  |                 |
| 1992        | العرضحالجي                      |                 |
| 1992        | المال والبنون 1                 |                 |
| 1991        | دكتور في الغربة                 |                 |
| 1987        | طريق الأحلام                    |                 |
|             | حب أقوى من الموت سهرة تلفزيونية |                 |
|             | ينبوع حنان سهرة تلفزيونية       |                 |
|             | يا نطرة رخي رخي سهرة تلفزيونية  |                 |
|             | الضحايا                         |                 |
|             | بعد الرحيل                      |                 |
|             | المصير                          |                 |
|             | معاش مبكر                       |                 |
|             | الشيخ شيخة سهرة تلفزيونية       |                 |

### في السينما
| سنة الإنتاج | الفيلم                  | الشخصية                           |
| ----------- | ----------------------- | --------------------------------- |
| 2012        | المصلحة                 | حنان زوجة حمزه                    |
| 2009        | إبراهيم الأبيض          | أم إبراهيم                        |
| 2009        | آخر أيام الأرض          | علياء                             |
| 2006        | علاقات خاصة             | ضيفة شرف                          |
| 2007        | كلام في الحب            | سلمى                              |
| 2007        | قص ولصق                 | جميلة حسين                        |
| 2006        | الآباء الصغار           | أمل                               |
| 2006        | أحلام حقيقية            | مريم                              |
| 2005        | تيتو                    | نور                               |
| 2005        | دنيا                    | دينا                              |
| 2005        | الحياة منتهى اللذة      | حنان                              |
| 2004        | أحلى الأوقات            | سلمى                              |
| 2004        | حب البنات               | غادة                              |
| 2003        | حرامية في تايلاند       | حنان                              |
| 2003        | شباب على الهواء         | نادية                             |
| 2003        | محامي خلع               | صافيناز. ضيفة شرف في نهاية الفيلم |
| 2003        | سهر الليالي             | فرح                               |
| 2003        | ديل السمكة              | نور الصباح مصيلحي                 |
| 2003        | عربي تعريف              |                                   |
| 2001        | العاصفة                 |                                   |
| 2001        | إسماعيلية رايح جاي      | سلوى                              |
| 2001        | جواز بقرار جمهوري       | ريم عزت عبد الحميد                |
| 2001        | سكوت ح نصور             | حنان ترك                          |
| 2001        | جاءنا البيان التالي     | عفت الشربيني                      |
| 2001        | حرامية في كي جي تو      | ريم                               |
| 2001        | إتفرج يا سلام           | هالة                              |
| 1999        | الآخر                   | حنان                              |
| 1999        | الحب الأول              | وفاء                              |
| 1998        | حائط البطولات           | نجوى                              |
| 1998        | الغيبوبة                |                                   |
| 1997        | وفي الحياة حب آخر       |                                   |
| 1997        | امرأة وخمسة رجال        | نشوى مسعد                         |
| 1997        | الغيبوبة                |                                   |
| 1997        | من القاهرة إلى الزقازيق | إيمان                             |
| 1994        | سارق الفرح              | رمانة                             |
| 1994        | المهاجر                 | هاتي                              |
| 1993        | ضحك ولعب وجد وحب        | مها                               |
| 1992        | رغبة متوحشة             | وفاء عزمي غندور                   |
| 1991        | في العشق والسفر         |                                   |
| 1980        | ناس تجنن                |                                   |

### المسرحيات
| سنة الإنتاج | المسرحية                | الشخصية |
| ----------- | ----------------------- | ------- |
| 2002        | طرائيعو                 |         |
| 1998        | أنا والبنت حبيتي        |         |
| 1998        | السنيورة والثلاث ورقات  |         |
| 1997        | لأ بلاش كده             |         |
| 1994        | أولاد علي بابا والعصابة |         |
| 1991        | ضحك ولعب ومزيكا         |         |
|             | خد بالك من عيالك        |         |
|             | سرحان والكنز            |         |

### الرسوم المتحركة
| سنة الإنتاج | اسم العمل                                         | الشخصية         |
| ----------- | ------------------------------------------------- | --------------- |
| 2018        | صدق رسول الله الإمام البخاري                      | أم حمزة         |
| 2018        | كليم الله                                         | آسيا زوجة فرعون |
| 2011        | قصص الحيوان في القرآن                             | عصا موسى        |
| 2010        | سوبر هنيدي 2                                      | حنان            |
| 2010        | أصيلة                                             | أصيلة           |
| 2011        | بسنت والدسياطي                                    | بسنت            |
| 2011        | بسنت والدسياطي السطوة والنفوذ                     | بسنت            |
| 2005        | "آل شمشون" النّسخة المدبلجة من عائلة سيمبسون       | بيسا شمشون      |
| 2001        | المرعبين المحدودة قامت بالدبلجة في النّسخة العربيّة |                 |
|             | المشاركة الصوتية في تقديم مسلسل بكار              |                 |

### المسلسلات الإذاعية
| سنة الإنتاج | المسلسل         | الشخصية |
| ----------- | --------------- | ------- |
| 2009        | اطلبيني من بابا | مروة    |
| 2007        | حواديت حصاوي    |         |
| 1997        | الحوت والكتكوت  |         |

### الفيديو كليبات التي شاركت بها كموديل
| سنة الإنتاج | الفنان      | الأغنية        |
| ----------- | ----------- | -------------- |
| 1990        | مغرد حجاب   | سمرة           |
| 1991        | وليد توفيق  | يا ليل يا لالي |
| 1992        | هاني شاكر   | ولا كان بأمري  |
| 1996        | مغرد حجاب   | مال الحلو ماله |
| 1996        | مغرد حجاب   | مش قدك أنا     |
| 1996        | محمد ثروت   | إيه الحكاية    |
| 1996        | ماهر عبيد   | ميلي           |
| 2004        | كاظم الساهر | أحبيني         |

## مشاريع غير متعلقة بالفن

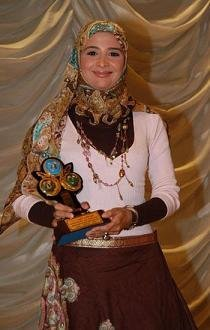
حنان ترك تستلم أحد الجوائز.

بعد اعتزالها مارست مهامها كسفيرة لهيئة الإغاثة الإسلامية الدولية في منطقة الشرق الأوسط التي تم تعيينها فيها خلال 2013، وقامت ضمن مهام منصبها بزيارة غزة في شهر يناير 2013، ونادت من هناك بضرورة حشد كل الطاقات العربية لتقديم الدعم المادي والمعنوي والعلمي لمساعدة أهالي غزة المتضررين من الهجوم الإسرائيلي الذي وقع منتصف نوفمبر 2012. أسست مشروع مجلة للأطفال تحمل اسم «لؤلؤ»، والتي تتناول مغامرات بطلتها تحمل اسم «نونة» وملامح «حنان»، وتهدف لتعليم القيم للأطفال، إلى جانب «صالون للمحجبات»، ثم حوّلت نشاط الشركة لإنتاجات فنية، في صورة قصص رسوم متحركة للأطفال تحمل اسم «حكايات نونة للأطفال»، وخصصت لها قناة على «يوتيوب»، وتشارك بين الحين والآخر بصوتها في قصص للأطفال.
كما قامت بافتتاح مقهى «كوفي شوب» تحت اسم «صبايا كافيه» والذي يتيح خدماته للمحجبات، كذلك قامت بإنشاء محل لتصفيف الشعر (كوافير) للمحجبات فقط.

## جوائز
- مصر : جائزة “أفضل دور ثان نسائي” في المهرجان القومي للسينما المصرية في دورته السابعة 2001 عن دورها في فيلم “العاصفة”،
- مصر : فازت مع جميع أبطال فيلم “سهر الليالي” مناصفة بجائزة أحسن ممثلة من أكثر من مهرجان دولي.
- الولايات المتحدة : جائزة “الباسفيك الآسيوية” عن دورها في فيلم قص ولصق، ولكنها رفضت الجائزة حيث لم تكن راضية عن بعض المشاهد فيه.
- مصر : جائزة أشجع ممثلة عن قبولها لدورها في فيلم “دنيا” عام 2005 من مهرجان القاهرة السينمائي،
- سنغافورة : أفضل ممثلة عن نفس فيلم دنيا من مهرجان “سنغافورة” الدولي السينمائي.[20]

## وصلات خارجية
- حنان ترك على موقع IMDb (الإنجليزية)
- حنان ترك على موقع الدهليز
- حنان ترك على موقع قاعدة بيانات الأفلام العربية
- حنان ترك على موقع ألو سيني (الفرنسية)
- حنان ترك على موقع أول موفي (الإنجليزية)
- حنان ترك على موقع ديسكوغز (الإنجليزية)
- حنان ترك على موقع قاعدة بيانات الفيلم (الإنجليزية)
- حنان ترك على موقع كينوبويسك (الروسية)